# تشارلز بارتون
تشارلز بارتون (بالإنجليزية: Charles Barton)‏ هو مخرج وممثل أمريكي، ولد في 25 مايو 1902 بسان فرانسيسكو في الولايات المتحدة، وتوفي في 5 ديسمبر 1981 ببربانك في الولايات المتحدة بسبب نوبة قلبية.

## أعمال

### أفلام
- (1927) أجنحة

## وصلات خارجية
- تشارلز بارتون على موقع IMDb (الإنجليزية)
- تشارلز بارتون على موقع ألو سيني (الفرنسية)
- تشارلز بارتون على موقع أول موفي (الإنجليزية)
- تشارلز بارتون على موقع قاعدة بيانات الأفلام السويدية (السويدية)
- تشارلز بارتون على موقع إن إن دي بي (الإنجليزية)
- تشارلز بارتون على موقع قاعدة بيانات الفيلم (الإنجليزية)
- تشارلز بارتون على موقع كينوبويسك (الروسية)